# 64
64 (шестдесет и четвърта) година е високосна година, започваща в неделя по юлианския календар.

## Събития

### В Римската империя
- Единадесета година от принципата на Нерон Клавдий Цезар Август Германик (54 – 68 г.)
- Консули на Римската империя са Гай Леканий Бас и Марк Лициний Крас Фруги. Суфектконсули през тази година стават Гай Лициний Муциан и Квинт Фабий Барбар Антоний Мацер.
- 18 срещу 19 юли – в търговската част на Рим, в близост до Циркус Максимус, започва пожар, който бушува безконтролно в последвалите 6 дни. Три от регионите, на които е разделен града, са напълно унищожени, други седем са сериозно засегнати, а само четири остават напълно недокоснати от стихията. Нерон се завръща от Анциум, за да организира борбата с пожара и неговите последици като скоро започва да подготвя възстановяването на града.[1]
- В Рим се разпространяват слухове за личната вина на императора за започването на пожара. Нерон хвърля вината за бедствието върху християните, което е последвано от гонения и масови екзекуции. Сред жертвите вероятно е апостол Петър.[2]
- Нерон започва строителството на своя Златен дворец в опожарената централна част на Рим. На провинциите е наложен допълнителен еднократен данък, за да се подпомогне финансирането на възстановителните работи.
- Завършват възстановителните работи по изгорелите две години по-рано Терми и Гимназиум на Нерон, които отново са отворени за граждани.[3]
- Нерон извършва монетна реформа, с която намалява тежестта на златната монета (ауреус) спрямо един римски фунт (327,45 грама) от 1/40 на 1/45, а на сребърнита монета (денарий) от 1/90 на 1/96.[4]

#### В Юдея
- Гесий Флор е назначен за прокуратор на провинция Юдея на мястото на Лукцей Албин.

#### В Мала Азия
- Полемон II е принуден да абдикира и остатъците от Понтийското царство, включително Колхида, са включени в състава на римската провинция Галатия.[5]

## Родени
- 13 септември – Юлия Флавия, дъщеря и единствено дете на Тит Флавий Веспасиан (умряла 91 г.)
- Филон Библоски, финикийски историк (умрял ок. 141 г.)

## Починали
- Петър, един от дванадесетте апостоли (ученици) на Иисус (други възможни години на смъртта му са ок. 65 – 67)
- Децим Юний Силан Торкват, римски политик и сенатор (роден 10 до 16 г.)